# Grenville Tuck
Grenville Tuck (22 novembre 1950) è un ex mezzofondista ed ex maratoneta britannico.

## Palmarès
| Anno                                | Manifestazione    | Sede     | Evento         | Risultato | Prestazione | Note |
| ----------------------------------- | ----------------- | -------- | -------------- | --------- | ----------- | ---- |
| In rappresentanza dell' Inghilterra |                   |          |                |           |             |      |
| 1973                                | Mondiali di cross | Waregem  | Corsa seniores | 11º       | 36'24"      |      |
| 1973                                | Mondiali di cross | Waregem  | A squadre      | 5º        | 181 p.      |      |
| 1974                                | Mondiali di cross | Monza    | Corsa seniores | 16º       | 36'07"      |      |
| 1974                                | Mondiali di cross | Monza    | A squadre      | Argento   | 109 p.      |      |
| 1975                                | Mondiali di cross | Rabat    | Corsa seniores | 14º       | 36'10"      |      |
| 1975                                | Mondiali di cross | Rabat    | A squadre      | Argento   | 198 p.      |      |
| 1976                                | Mondiali di cross | Chepstow | Corsa seniores | 16º       | 35'40"      |      |
| 1976                                | Mondiali di cross | Chepstow | A squadre      | Oro       | 90 p.       |      |

## Campionati nazionali
1972
- 8º ai campionati britannici, 10000 m piani - 29'04"6

1973
- 7º ai campionati britannici, 10000 m piani - 28'43"4
- 13º ai campionati britannici, 5000 m piani - 14'00"0
- 13º ai campionati inglesi di corsa campestre - 44'48"

1974
- 10º ai campionati britannici, 10000 m piani - 28'57"8
- 6º ai campionati britannici di corsa campestre - 48'01"

1975
- 6º ai campionati britannici, 10000 m piani - 28'34"0
- Bronzo ai campionati inglesi di corsa campestre - 47'08"

1976
- Oro ai campionati britannici di staffetta su strada - 25'27"

1977
- 30º ai campionati britannici di corsa campestre - 45'55"

1978
- 15º ai campionati britannici di corsa campestre - 43'24"

1979
- 43º ai campionati britannici di corsa campestre - 50'03"

1980
- 4º ai campionati britannici, 10000 m piani - 28'28"66

1981
- 46º ai campionati inglesi di corsa campestre

1982
- 4º ai campionati britannici di staffetta su strada - 25'57"

## Altre competizioni internazionali[1]
1975
- 10º al CrossCup de Hannut ( Hannut) - 25'45"

1976
- 15º al Cross Internacional de San Sebastián ( San Sebastián) - 35'21"

1982
- 103º alla Maratona di New York ( New York) - 2h26'00"